# Маршалл Оллмен
Маршалл Оллмен (англ. Marshall Allman) - американський актор, відомий за ролями у фільмі «Заручник» і телесеріалі «Втеча з в'язниці ».

## Біографія
Маршалл Оллмен народився 5 квітня 1984, Остін, Техас, США, батьки - Айданель Оллмен (уроджена Браун) і Джеймс Мартін Оллмен, молодший. У школі Маршалл не відрізнявся гарною поведінкою, в зв'язку з чим його часто викликали в кабінет директора, а вчителі радили зв'язати своє майбутнє з шоу-бізнесом.
У 17 років Маршалл отримав свою першу роль в п'єсі по  Клайва Баркеру, яка називалася «Диявольська історія» (англ. The History of the Devil) і прем'єра якої відбулася в «Fear Theatre Company» в Остіні. Маршалл був капітаном шкільної футбольної команди, під його керівництвом команда виграла на чемпіонаті штату Техас, і спочатку він думав про кар'єру в професійному футболі. Потім була думка про художній школі, але в результаті до моменту закінчення середньої школи в 2002 році Маршалл вибирав між художньою школою в Нью-Йорку і школою акторської майстерності в Лос-Анджелесі.

## Кар'єра
Після закінчення акторських курсів він спочатку знімався в рекламі, і грав невеликі ролі в таких проектах як «Солодкий горошок», «Помста мерців», «Маленька чорна книжка», в серіалах «Практика», « без сліду ». У 2005 році Маршаллу вдалося знятися в гучному проекті французького режисера Флорана Еміліо Сірі «Заручник», де партнерами молодого актора стали Брюс Вілліс і Бен Фостер. Також у фільмі одну з ролей зіграв Роберт Неппер, майбутній колега Маршалла за серіалом «Втеча з в'язниці». У цьому серіалі Оллмен грав  Ел-Джея Барроуза . Всі ролі, які діставалися Маршаллу, були другорядні, за винятком «Заручника», а й там його роль не була провідною. Головну роль йому вдалося отримати після виходу «Заручника», у режисера Міки Хільба: в його романтичній комедії «Посудомойщики» Маршалл зіграв професійного скейтбордиста. В даний час Маршалл Оллмен активно підтримує програми підтримки мистецького та музичної освіти молодих людей. Він займається живописом, вивчає гру на гітарі та фортепіано, пише вірші та сценарії.
У 2002 році знявся у відеокліпі на пісню «Drowning» гурту «Crazy Town»
В даний час Маршалл одружений з акторкою Джемі Браун.

## Фільмографія
- 2020 - Перевертень - Джеремі
- 2016 - Квантовий розлом / Quantum Break - Чарлі Вінкотт
- 2016 - Люди (телесеріал) -  Humans
- 2010 - 2011 - Реальна кров -  True Blood  -  Томмі Мікенс  - 22 Список епізодів телесеріалу «Реальна кров»' '
- 2008 - Ілай Стоун -  Eli Stone  -  Джей-Джей Купер  -  2 епізоду (Happy Birthday, Nate; The Humanitarian )
- 2008 - Анатомія Грей (телесеріал) -  Grey's Anatomy  -  Джеремі Вест  -  1 епізод (Freedom)
- 2008 - Та, що говорить з привидами -  Ghost Whisperer  -  Томас Бенджамін  -  1 епізод (Slam)
- 2007 - CSI: Місце злочину (телесеріал) /  CSI: Crime Scene Investigation  -  Джонатан Аланіз  -  1 [ [Список епізодів телесеріалу «CSI: Місце злочину»|епізод]] (Empty Eyes)
- 2007 - Детектив Раш /  Cold Case  -  Джеймс Хоффман  -  1 епізод (Knuckle Up)
- 2006 - Поруч з будинком (телесеріал) /  Close to Home  -  Біллі Хемптон  -  1 епізод (Hot Grrrl)
- 2005 - 2008 - Втеча з в'язниці /  Prison Break  -  Ел-Джей Барроуз  -  44 епізодах
- 2005 - Солодкий горошок /  Sweet Pea  -  Ріки
- 2005 - Під нещасливою зіркою / (короткометражний) /  Starcrossed  -  Коннор
- 2005 - Філ з майбутнього (телесеріал) /  Phil of the Future  -  Роджер  -  1 епізод (Milkin 'It)' '
- 2005 - Заручник /  Hostage  -  Кевін Келлі
- 2005 - Посудомойщики /  Dishdogz  -  Кевін
- 2004 - Маленька чорна книжка /  Little Black Book  -  Троцький
- 2004 - Помста мерців /  Shallow Ground  -  жертва № 3
- 2004 - Практика (телесеріал) /  The Practice  -  Тодд Бек  -  1 епізод (Police State)
- 2003 - Малкольм в центрі уваги (телесеріал) /  Malcolm in the Middle  -  Ділан  -  1 епізод (Thanksgiving)
- 2003 - Громадськість Бостона (телесеріал) /  Boston Public  -  Гектор  -  1 епізод (Chapter Seventy)
- 2003 - Матриця: Загроза (телесеріал) /  Threat Matrix  -  підліток  -  1 епізод (Natural Borne Killers)
- 2003 - Життя в родині Келлі (телесеріал) /  Married to the Kellys  -  Том в дитинстві  -  1 епізод (Pilot)
- 2003 - Без сліду (телесеріал) /  Without a Trace  -  Марк  -  1 епізод (Revelations)